# Peucetia
Peucetia este un gen de Păianjeni-lynx. Include specii răspândite în întreaga lume. Însă, sunt și specii endemice: Peucetia viridana se găsește doar în India și Myanmar, Peucetia viridans - în SUA și  Venezuela.

## Reprezentanți
- Peucetia longipalpis
- Peucetia lucasi
- Peucetia virescens
- Peucetia viridana
- Peucetia viridans